# Pasqual Piñón
Pour les articles homonymes, voir Pascal Pinon.
Pasqual Piñón (1889–1929), connu sous le nom « le mexicain à deux têtes » est un artiste de spectacle mexicain. 
Il avait sur le haut du crâne une grosse masse noire semblable à la banane d'Elvis Presley mais avec un visage humain. Deux théories s'affrontent : la première dit qu'il s'agissait d'une tumeur ou un kyste que Pinon a "maquillé" en visage avec de la cire et des implants d'argent. La seconde dit qu'il s'agit des restes du jumeau de Pinon qui serait né collé à lui.

## Biographie
Alors qu'il travaillait en tant qu'ouvrier sur la construction d'une ligne de chemin de fer, Pasqual Pinon est repéré par un producteur de spectacle qui est fasciné par l'excroissance massive présente sur sa tête. Une plaque en argent est adaptée sur celle-ci, donnant l'illusion d'une deuxième tête. Il a rencontré alors un succès important, même si sa carrière dans le spectacle n'a duré que deux ans. Son manager paie alors pour retirer sa tumeur, et il retourne finir sa vie au Texas. Le journal The Gardner News du 21 juin 1919 en fait un article à sensation relatant la « décapitation » de la deuxième tête.
Sa deuxième « tête » était immobile et sans expression.
Bien qu'il soit médicalement possible d'avoir deux têtes, phénomène connu sous le nom de Craniopagus parasiticus (en), dans le cas de Pascal Pinon c'était une tumeur qui était maquillée pour qu'il puisse se produire en spectacle.

## Postérité
Le groupe musical islandais Pascal Pinon a été nommé en référence à ce personnage.
L'histoire courte My Pet Trilobite de Kristin Harley parue dans Ricky's Back Yard en 2015 s'inspire de l'histoire de Pasqual Piñón.